# Dīmītrios Zōgrafos
Dīmītrios Zōgrafos (in greco Δημήτριος Ζωγραφος?; 1921 – 5 novembre 2010) è stato un pallanuotista greco.

## Biografia
Ha rappresentato la Grecia ai Giochi olimpici estivi di Londra 1948 nel torneo di pallanuoto.